# Yerzovka (Gorodishche)
Yerzovka (ruso: Ерзо́вка) es un asentamiento de tipo urbano de Rusia, ubicado en el raión de Gorodishche de la óblast de Volgogrado.
En 2021, el territorio del asentamiento tenía una población de 6477 habitantes, de los cuales 6305 vivían en el propio asentamiento y el resto en su única pedanía, el pueblo (seló) de Vinovka.
Se ubica junto a la costa occidental del embalse de Volgogrado, unos 20 km al norte del centro urbano de la capital regional Volgogrado, sobre la carretera R228 que lleva a Sarátov.

## Historia
Fue fundado a finales del siglo XVIII como una slobodá para campesinos estatales llamada "Pichuga" (Пичуга). Sus primeros colonos, hasta 1816, procedían de la gobernación de Kursk. Posteriormente, hasta 1842 llegaron nuevos colonos procedentes de las gobernaciones de Riazán, Oriol, Penza y Tambov. Al finalizar la colonización, la localidad tenía unos dos mil habitantes y ya había adoptado su actual topónimo. En 1867 pasó a ser la sede de su propia vólost, en el uyezd de Tsaritsyn de la gobernación de Sarátov. La localidad se desarrolló notablemente por su ubicación en la carretera de Sarátov a Astracán, y al finalizar el siglo XIX ya tenía casi cuatro mil habitantes.
En 1935, al definirse los raiones del krai de Stalingrado, Yerzovka quedó incluida en los límites del actual raión de Gorodishche, que hasta 1938 tenía su sede administrativa en Peschanka. En 1963 pasó a formar parte del raión de Dubovka; dentro de este raión, en 1964 Yerzovka amplió su casco urbano, al incorporar al territorio de su selsoviet el hasta entonces vecino jútor de Akatovka, ya que parte de las viviendas del jútor fueron inundadas por el embalse de Volgogrado. En 1977 se restauró el actual raión de Gorodishche, y Yerzovka pasó a formar parte del nuevo raión como asentamiento de tipo urbano. El asentamiento tenía unos cuatro mil habitantes en el momento de la disolución de la Unión Soviética, pero en las dos décadas posteriores logró superar los seis mil por su cercanía a la capital regional Volgogrado.